# Lawson Craddock
Gregory Lawson Craddock (Houston, 20 de febrero de 1992) es un ciclista estadounidense que fue profesional entre 2011 y 2024.

## Biografía
Destacó en categoría junior en 2010 convirtiéndose en campeón de Estados Unidos en línea y en contrarreloj en esa categoría. Además ese mismo año ganó dos etapas y la general del Trofeo Karlsberg y terminó 3.º de la París-Roubaix juniors, dos pruebas del UCI Coupe des Nations Juniors.
Gracias a sus buenos resultados, firmó en 2011 con el equipo Trek Livestrong U23 renombrado Bontrager Cycling Team.
El 22 de agosto de 2013 se anunció su fichaje por el Argos-Shimano, de cara a la temporada 2014 cuando el equipo pasa a denominarse Giant-Shimano.
Durante la primera mitad de 2014 participó en varias competiciones de categoría continental, destacando su 3.er puesto en el Tour de California 2014 y su victoria entre los jóvenes. En junio participa en el Vuelta a Suiza 2014, su primera participación en una carrera de la máxima categoría UCI. Hizo su debut en una gran vuelta en la Vuelta a España 2014, posteriormente abandonaría la carrera en la etapa 14.
En julio de 2024 anunció su retirada al finalizar la temporada.

## Palmarés
2011
- 1 etapa del Triptyque des Monts et Châteaux
- 1 etapa del Tour de Guadalupe

2012
- 1 etapa del Tour de Gila

2013
- 1 etapa del Triptyque des Monts et Châteaux

2021
- Campeonato de Estados Unidos Contrarreloj

2022
- Campeonato de Estados Unidos Contrarreloj

## Resultados en Grandes Vueltas y Campeonatos del Mundo
| Carrera              | Carrera              | 2011 | 2012 | 2013 | 2014 | 2015  | 2016  | 2017 | 2018  | 2019 | 2020 | 2021 | 2022  | 2023 | 2024 |
| -------------------- | -------------------- | ---- | ---- | ---- | ---- | ----- | ----- | ---- | ----- | ---- | ---- | ---- | ----- | ---- | ---- |
|                      | Giro de Italia       | —    | —    | —    | —    | —     | —     | —    | —     | —    | Ab.  | —    | 107.º | —    | —    |
|                      | Tour de Francia      | —    | —    | —    | —    | —     | 124.º | —    | 145.º | —    | —    | —    | —     | 84.º | —    |
|                      | Vuelta a España      | —    | —    | —    | Ab.  | 42.º  | —     | —    | —     | 58.º | —    | 69.º | 55.º  | —    | —    |
| Mundial en Ruta      | Mundial en Ruta      | —    | —    | —    | —    | 109.º | —     | —    | —     | Ab.  | Ab.  | 57.º | —     | Ab.  | —    |
| Mundial Contrarreloj | Mundial Contrarreloj | —    | —    | —    | —    | 22.º  | —     | —    | —     | 6.º  | 30.º | 18.º | —     | 15.º | —    |

—: no participa

Ab.: abandono

## Equipos
- Trek Livestrong U23 (2011)
- Bontrager (2012-2013)
  - Bontrager-Livestrong Team (2012)
  - Bontrager Cycling Team (2013)
- Giant (2014-2015)
  - Team Giant-Shimano (2014)
  - Team Giant-Alpecin (2015)
- Cannondale/EF (2016-2021)
  - Cannondale Pro Cycling Team (2016)
  - Cannondale-Drapac Pro Cycling Team (2016-2017)
  - EF Education First-Drapac (2018)
  - EF Education First Pro Cycling Team (2019)
  - EF Pro Cycling (2020)
  - EF Education-NIPPO (2021)
- Jayco (2022-2024)
  - Team BikExchange-Jayco (2022)
  - Team Jayco AlUla (2023-2024)